# Лешек Беднарчук
Лѐшек Бедна̀рчук (на полски: Leszek Bednarczuk) е полски езиковед индоевропеист, келтолог, професор в Краковското висше педагогическо училище, член на Полската академия на знанията.

## Трудове
- Polskie spójniki parataktyczne (1967)
- Indo-European parataxis (1971)
- Studia Indo-Iranica (1983) – в съавторство с Анджей Чапкевич и Тадеуш Побожняк
- Języki indoeuropejskie, t. 1 – 2 (1986, 1988)
- Etudes de linguistique romane et slave (1992) – в съавторство с Веслав Бориш, Кшищоф Богацки и Станислав Кароляк
- Związki i paralele fonetyczne języków słowiańskich (2007)
- Językowy obraz Wielkiego Księstwa Litewskiego (2010)
- Językowy obraz wielkiego księstwa litewskiego: millennium Lithuaniae MIX-MMIX (2010)
- Esquisses de linguistique comparative (2012)
- Celtic and other Indo-European languages (2016)
- Polski słownik etymologiczny (2017) – в съавторство с Витолд Манчак и Мариоля Якубович